# Фоккар, Жак
Жак Фоккар (фр. Jacques Foccart; 31 августа 1913, Амбриер-ле-Валле — 19 марта 1997, Париж) — французский политик и государственный деятель, дипломат, разведчик, оперативник и руководитель спецслужб, правый националист и антикоммунист, один из лидеров голлистского движения. Участник антинацистского Сопротивления, близкий соратник Шарля де Голля, один из ведущих «баронов голлизма». Руководящий активист партии Объединение французского народа, фактический руководитель охранной службы SAC. Один из создателей французского разведывательного сообщества. В 1960—1974 — генеральный секретарь президента по делам Африки и Мадагаскара. Разработчик и главный проводник геополитического проекта Франсафрика. Считался организатором силовых акций во Франции и государственных переворотов в африканских странах. Соучредитель правоголлистского Движения инициативы и свободы.

## Происхождение, учёба, бизнес
Родился в состоятельной семье Кох-Фоккар. Его отец Гийом Кох-Фоккар владел банановыми плантациями на Гваделупе, был консулом Монако и местным администратором. Мать Эльмира Куртеманш де ла Клемандьер происходила из богатого рода гваделупских креолов. Первые три года жизни Жак провёл в семейном замке Шато-дю-Тертр (департамент Майен), затем Гийом Кох-Фоккар с женой и сыном переехал во Французскую Вест-Индию.
Кох-Фоккары вернулись во Францию в 1919. Жак Фоккар учился в частных школах Лаваля и Монте-Карло. В 1931 поступил работать в отдел продаж Renault. В 1934—1936 служил в армии, имел звание сержанта ВВС Франции. После увольнения в запас работал в экспортно-импортной компании. По бизнесу был тесно связан с колониями и заморскими департаментами, изучал вопросы африканской политики Франции.

## Участник Сопротивления
В августе 1939 Жак Фоккар был мобилизован как унтер-офицер ВВС. В 1941, после поражения французских войск и немецкой оккупации, основал собственный лесозаготовительный бизнес. Считается, что предприятие изначально являлось прикрытием для подпольной борьбы с оккупантами (но есть и мнение, что конфликт возник из-за нарушенных немцами экономических интересов Фоккара).
Поставлял древесину и древесный уголь сначала автомобильной компании Citroën, затем немецкой Организации Тодта. Оккупационные власти обвинили Фоккара в финансовых аферах, он и его партнёры были арестованы; освобождены под крупный денежный залог, активы реквизированы оккупантами. Был конфискован и замок Шато-дю-Тертр, впоследствии национализированный французским государством — там был обустроен центр содержания несовершеннолетних преступников, потом туристический объект.
C 1943 Жак Фоккар установил связь с организованным французским Сопротивлением. Создал подпольную сеть Foccart Action-Turtle Network, руководил группами Сопротивления в департаменте Орн. Ставилась задача поддержать войска Антигитлеровской коалиции при высадке в Нормандии. Показал себя эффективным оперативником, провёл ряд диверсионных акций против немецких войск. В то же время некоторые действия боевиков Фоккара рассматривались как сомнительные — они подозревались в причастности к немотивированным убийствам переводчика тодтовской организации и администратора, обвинённого в коллаборационизме.
Фоккар лично участвовал в боестолкновениях, в апреле 1944 под огнём прорвался через блок-пост немецкой полевой жандармерии. Занимал пост в Центральном бюро разведки и действия. Носил кодовое имя Бино. Освоил военную специальность парашютиста. Закончил войну в звании подполковника Свободных французских сил. Награждён Военным крестом и медалью Сопротивления.

## Силовик и стратег голлизма
После освобождения Франции Жак Фоккар учредил экспортно-импортную компанию SAFIEX и занялся коммерческими операциями с французской Вест-Индией. Наличие собственного бизнеса обеспечило ему финансовую независимость и самостоятельность. Однако главным его делом стала политика. Во время войны Фоккар тесно сблизился с Шарлем де Голлем, вошёл в круг самых доверенных соратников генерала. Он всецело проникся идеологией голлизма, был убеждённым французским национал-патриотом, консервативным республиканцем, сторонником демократии при сильной государственной власти, жёстким антикоммунистом.
Вместе с Жаком Сустелем Фоккар формировал разведывательное сообщество Франции, являлся одним из создателей спецслужбы SDECE. На парламентских выборах 1945 поддерживал кандидатуру Сустеля и даже сам баллотировался от партии Демократический и социалистический союз Сопротивления, программа и идеология которого была значительно левее его взглядов. В 1947 Фоккар активно участвовал в создании голлистской партии Объединение французского народа (RPF), в 1954 занимал пост генерального секретаря. Курировал в окружении де Голля секьюрити и избирательные кампании. Ален Пейрефит называл трёх человек, без которых генерал не мог обходиться с 1951 по 1958, в годы «пути через пустыню»: Пьер Лефран,  Оливье Гишар, Жак Фоккар.
Жак Фоккар не только финансировал RPF средствами от своего бизнеса. Он основал и фактически возглавил партийную силовую структуру — Службу порядка, SO RPF. Ближайшим его сотрудником являлся Пьер Дебизе. Голлистские боевики набирались в основном из ветеранов Сопротивления. Они обеспечивали контроль над улицей в политических интересах де Голля, физически противостояли левым и коммунистам. Фоккар мог гарантировать де Голлю, что в случае теракта на митинге охранник закроет гранату собой.
Именно Фоккар разработал план прихода де Голля к президентской власти в 1958 и установление Пятой республики. Перед конституционным референдумом практиковалось крупномасштабное насилие. При этом Фоккар, будучи сторонником сохранения Французского Алжира, принял как неизбежность предоставление Алжиру независимости и поддержал в этом де Голля — несмотря на разочарование и гнев многих своих сторонников.
В 1959 силовики голлистского Союза за новую республику (UNR, партия-преемник RPF) организовали Антикоммунистическую службу — Service Anti Communiste (SAC). По просьбе де Голля она была переименована в Службу гражданского действия — Service d’Action Civique, с той же абберевиатурой SAC. Идеология SAC основывалась на правом голлизме. Структура совмещала функции охраны и безопасности, парамилитарного формирования и политического авангарда. Боевики вступали в массовые драки с коммунистами, оперативники проводили «точечные» нейтрализации, активисты проводили масштабные политические кампании. Официально первыми лицами SAC являлись Пьер Дебизе и Поль Комити, но реальное закулисное руководство находилось в руках Жака Фоккара. SAC сыграла важную роль в политическом блокировании Французской компартии (ФКП), социалистических СФИО и ФСП.
Силовые действия заострялись не только влево. Серьёзные операции подавления были предприняты против ультраправой ОАС, угрожавшей де Голлю лично. На этом направлении действовала не SAC, а Движение за сообщество — курируемое Жаком Шабан-Дельмасом, но также относимое к «сетям Фоккара».
В 1960-х сложилась общественно-политическая инфраструктура правящего голлизма. Её основными элементами являлись партии UNR и Союз демократов в поддержку республики (UDR), профобъединение Французская конфедерация труда (CFT), студенческое движение Национальный межуниверситетский союз (UNI), гражданские Комитеты защиты республики (CDR), многообразные региональные структуры от культурных семинаров до уличных патрулей. Лидеры этих организаций — Жак Симакис, Жак Ружо, Сюзанна Мартон, Ив Лансьен, Жак Годфрен — находились в постоянном контакте с Фоккаром. Подключались влиятельные криминальные сообщества, признававшие основы голлизма (конкурирующие группировки зачастую ориентировались на левые политические силы). Ядром этой системы являлась SAC, во главе стоял Жак Фоккар — как стратег, координатор и оперативный командующий в одном лице. На протяжении ряда лет ему удавалось отбивать политические атаки социалистов, коммунистов и либералов. В то же время имела место определённая конкуренция SAC и Фоккара c Национальной ассоциацией поддержки действий генерала де Голля, которую возглавлял Пьер Лефран. 
30 мая 1968 Жак Фоккар был главным организатором массовой демонстрации сторонников де Голля — по разным оценкам, от трёхсот тысяч до миллиона участников. Эта акция изменила общественную атмосферу. В событиях Красного мая обозначился перелом в пользу де Голля.
В 1969 президент де Голль ушёл в отставку. Его преемник Жорж Помпиду проводил курс «неоголлизма» с сильным либеральным уклоном. В частности, он требовал изменить кадры и методы SAC, не допускать характерных для Фоккара внеправовых действий. Фоккар и Дебизе, вновь официально возглавлявший SAC, идеологически придерживались ортодоксального консервативного голлизма, а в политической практике предпочитали привычные им методы времён Сопротивления и уличных столкновений с коммунистами. Возник острый конфликт, но Фоккару удалось настоять на своей линии даже вопреки недовольству главы государства. Он взял верх в противостоянии с Шарлем Паскуа — сторонником Помпиду, претендовавшим на руководство SAC. Этому способствовало не только объективно ключевое положение Фоккара в голлистской инфраструктуре, но наследование исконных идей и принципов скончавшегося в 1970 де Голля.

## Куратор африканской политики
По мере деколонизации в африканских странах усиливалась борьба за влияние между бывшими колониальными державами, США, КНР и блоком «реального социализма» во главе с СССР. Это противостояние стало важным элементом глобальной Холодной войны. Франция претендовала на особый статус в Африке. С 1952 Жак Фоккар выдвинулся на первую роль в определении африканской политики Парижа.
В 1953 он был членом французской делегации при поездке де Голля в Африку. Фоккар сыграл особую роль в установлении тесных связей между де Голлем и президентом Кот д’Ивуара Феликсом Уфуэ-Буаньи, который стал одним из ключевых антикоммунистических союзников Запада на Африканском континенте.
С 1959 Жак Фоккар — секретарь президента по делам Французского сообщества. С 1960 — генеральный секретарь по делам Африки и Мадагаскара. Он лично знал практически всех государственных руководителей франкоязычной Африки, выступал связующим звеном между ними. Руководил проведением в жизнь проекта Франсафрика. Получил прозвище Monsieur Afrique — Господин Африка.
Жак Фоккар не был публичным политиком и действовал преимущественно в тени. Он считался организатором «полудюжины переворотов» в африканских странах (сам отрицал это). При участии Фоккара к власти в Габоне пришёл президент Омар Бонго. Ранее Фоккар обеспечил профранцузскую ориентацию президента Леона Мба и поддержал его при попытке свержения. Подобно Уфуэ-Буаньи, Бонго превратил свою страну в опорный пункт французского влияния в Африке; Габон саркастично именовали «Фоккарлендом».
В Гвинее Фоккар поддерживал оппозицию прокоммунистическому режиму Ахмеда Секу Туре. Организовывал военное снабжение и вербовку наёмников для сепаратистского движения Биафры в Нигерии. Содействовал приходу к власти Гнасингбе Эйадемы в Того. Оказывал серьёзную военно-политическую поддержку заирскому режиму Мобуту. Противниками Фоккара являлись просоветские, марксистские и левоориентированные режимы — прежде всего Секу Туре в Гвинее, Матьё Кереку в Бенине, Каддафи в Ливии, впоследствии Нето в Анголе (хотя ко времени его установления Фоккар оставил государственную должность).
При этом политика Фоккара была ориентирована не только на общезападные, но прежде всего на французские интересы. Активная поддержка сепаратистов Биафры объяснялась стремлением перехватить у Великобритании (поддерживавшей президента Говона) контроль над нефтяными ресурсами Нигерии. Также Фоккар организовывал оперативную помощь франкоязычным сепаратистам канадской провинции Квебек.
Система поддержки профранцузских и антикоммунистических сил на Африканском континенте функционировала по методам, отработанным в Сопротивлении, и была замкнута лично на Фоккара. Она активно взаимодействовала с государственными учреждениями, дипломатическими ведомствами, иностранными спецслужбами и СМИ. Для силовых операций обычно применялись не регулярные войска, а профессиональные наёмники.
Согласно ряду утверждений, особое место среди оперативных партнёров Фоккара занимал Боб Денар. Он принимал участие в катангских операциях, в утверждении и укреплении профранцузских режимов в Того, Габоне, Марокко, в неудачных попытках свержения режимов Секу Туре в Гвинее (1970) и Кереку в Бенине (1977). Сохраняются подозрения в причастности SAC к похищению и убийству Махди Бен Барки, лидера оппозиции союзному Франции королю Марокко Хасану II.
В 1978 Денар, предположительно по согласованию с Фоккаром устранил левоориентированного президента Коморских островов Али Суалиха (которому в 1975 помог прийти к власти). Во французских внутриполитических раскладах позиции Фоккара и Денара также были близки. Публично Фоккар отрицал свои связи с Денаром, однако в ходе судебного процесса свидетельствовал в его пользу, называл честным патриотом и отмечал заслуги перед Францией.

## Политика после отставки
В 1974 президентом Франции был избран Валери Жискар д’Эстен — представитель либерального Союза за французскую демократию. Впервые в Пятой республике голлисты оказались в оппозиции. Это повлекло за собой смену политических кадров, в том числе отставку Жака Фоккара с должности генерального секретаря по афро-мадагаскарским делам. Последней крупной африканской акцией Франции, проведённой при участии Фоккара (на этот раз в качестве консультанта) была Операция «Барракуда» — свержение центральноафриканского императора Бокассы в сентябре 1979.
Однако Фоккар буквально до конца своих дней оставался в курсе африканских дел и привлекался для соответствующих консультаций. Жискар д’Эстен первоначально встречался с Фоккаром ежемесячно. По информации Шарля Паскуа, Фоккар принадлежал к узкому кругу посвящённых в аферу с незаконными поставками оружия в Анголу. Этот эпизод отразил происшедшие концептуальные перемены: фактически Жак Фоккар вступил в отношения конфиденциального сотрудничества с ещё недавно враждебным ангольским режимом Жозе Эдуарду душ Сантуша.
Наблюдатели отмечали, что уход Фоккара с должности в президентском аппарате привёл к снижению эффективности французской политики на африканском направлении.
Жак Фоккар оставался активен и во внутрифранцузской политике. Жёсткими дисциплинарными мерами Фоккар сумел консолидировать SAC, когда многие активисты оказались дезориентированы после избрания Жискар д’Эстена. Он продолжал по факту руководить SAC и связанными с ней организациями. Отмечалось взаимодействие Фоккара с Национальным фронтом (НФ) Жан-Мари Ле Пена — содействие в получении финансирования из Габона, консультирование службы безопасности.
В 1981 победу на президентских выборах одержал социалист Франсуа Миттеран (знакомый Фоккару с военных времён). Впервые со времён Народного фронта 1930-х к власти пришёл левый лагерь. Правительство возглавил представитель ФСП Пьер Моруа, среди министров появились члены ФКП. Сильнейший политико-имиджевый удар по правому лагерю нанесла резня в Орьоле. В 1982 указом Миттерана была распущена SAC.
Жак Фоккар воспринял происходящее как захват власти «социал-коммунистами» и сделал заявку на жёсткое противостояние. В ноябре 1981 года было создано Движение инициативы и свободы (MIL), заимствовавшее идеи и кадры SAC. Среди учредителей были Жак Фоккар и Пьер Дебизе. Движение объявило, что «не позволит загнать страну в социалистическое болото». Председателем MIL стал лидер UNI Жак Ружо, почётным председателем — зять де Голля генерал Ален де Буассьё, однако заседания руководящего органа вёл Жак Фоккар и он же до 1997 принимал все основные решения.
Доктрина MIL характеризовалась как «пересечение правого либерализма, реакционного католицизма и жёсткого голлизма» (с преобладанием третьего элемента). Отмечалось сходство с позициями НФ Ле Пена, который в то время находился в политической изоляции как правоэкстремистская организация. Но при этом указывалось, что даже такие установки в версии Фоккара звучали как вполне респектабельный голлизм.
На президентских выборах 1988 и 1995 MIL поддерживала представителя голлистского Объединения в поддержку республики Жака Ширака. В 1995 Ширак был избран президентом. Он назначил Фоккара своим советником по Африке. Фоккар сопровождал нового президента в его поездке по африканским странам. Однако это имело уже сугубо символическое значение, в духе «возвращения к голлизму», характерного для Ширака. Фоккар консультировал президента и его аппарат, но масштабного влияния на практическую политику уже не оказывал.
Скончался Жак Фоккар в возрасте 83 лет. «Великим слугой страны» назвал его видный голлист, член французского правительства Жак Годфрен.

## Итоги деятельности
В общем и целом политика Фоккара приносила относительно успешные результаты. Французские спецслужбы, хотя и приобрели репутацию излишне жёстких и склонных к «грубым», компрометирующим методам, справлялись со своими задачами на ключевых направлениях. Голлистский режим укрепился, разнообразными методами (включая специфические методы Фоккара) одолев противников справа и слева. Была заложена основа политической системы Франции, безотносительно к периодическим сменам политического персонала.
В большинстве франкоязычных стран Африки в 1950—1960-х годах установились дружественные Парижу режимы. Особые отношения наладились с Алжиром, Марокко, Тунисом. Наибольшую эффективность курс Фоккара демонстрировал в Кот д’Ивуаре, Габоне, Сенегале, Того, Марокко, Мавритании, Верхней Вольте. В итоге трудной и кровопролитной борьбы в Конго-Заире удалось надолго утвердить лояльный режим Мобуту. Остропроблемными для Франции оставались ситуации в Гвинее, Чаде, Мали, Нигере. Не удалось удержать ситуацию в Конго (Браззавиль), где после периода политической нестабильности надолго установился марксистский режим. Однозначные поражения случилась нечасто, но отдавались серьёзным резонансом. Особенно это касалось Бенина (президента Кереку не удалось свергнуть даже подключением Денара) и Нигерии (подавление сепаратистов Биафры сорвало далеко идущие планы передела сфер влияния в Западной Африке).
С 1990-х характер франко-африканских отношений радикально изменился. Практика Фоккара стала неприменима, в чём он ещё раз убедился во время поездки с Шираком. Сам Фоккар вполне осознавал глубину и необратимость перемен, необходимость выработки нового формата африканской политики Франции.

## Личность и оценки
Жак Фоккар был женат на известной художнице-декораторе Изабель Фенольо, дочери владельца парижской художественной галереи. Детей супруги не имели. Изабель Фенольо была старше мужа и скончалась на шесть лет раньше.
На всю жизнь Жак Фоккар сохранил дружеские связи, обретённые в годы Сопротивления. Несмотря на «банальную внешность», он до преклонного возраста поддерживал физическую форму, обретённую во время войны. Увлекался парашютным спортом, дзю-до и стрельбой.
Ни во Франции, ни в Африке Жак Фоккар не был популярен. Его имя ассоциировалось с политическим насилием и тайными операциями. Политический стиль Фоккара, жёсткая закрытость также не способствовали привлечению общественных симпатий. Его называли «злым гением голлизма». Одним из его прозвищ было «Отец Жозеф Пятой республики». Доходило до конспирологических версий об «агенте Москвы, внедрённом для проведения антиамериканской линии». Но даже непримиримые противники Фоккара признавали за ним полное доверие де Голля, причисляли к ведущим «баронам голлизма».
Со своей стороны, Фоккар был безразличен к отношению СМИ и общественности. Богатство и карьерное положение сами по себе его также не интересовали. Личные средства он вкладывал в политические проекты де Голля, сам предпочитал всегда оставаться в тени. Ценностью для него было достижение практических результатов и сообразие принципам голлизма и заветам де Голля. Его «голлистская вера» оценивалась как фанатичная, сам он — как яркий представитель поколения, создавшего своеобразную «культуру Сопротивления».

В цивильные 1970-е Фоккар жил как в годы подполья и массовых драк с коммунистами. Меняться не хотел и не собирался, на обличения реагировал циничным чёрным юмором. Конечно, он совершенно не годился под либеральный стиль центризма и европеизма. Между тем, на Фоккара замыкалось многое во французской политике.

Многие французы отдают Жаку Фоккару должное за участие в Сопротивлении, роль в послевоенном государственном строительстве и становлении голлизма, отстаивание национальных интересов Франции. В 1995 году президент Ширак наградил Жака Фоккара орденом Почётного легиона.
В 1995—1997 годах издан мемуарный двухтомник Foccart parle. Entretiens avec Philippe Gaillard — Говорит Фоккар. Интервью с Филиппом Гайяром. Публикация второго тома была отложена до кончины Жака Фоккара. В 2018 издана монография Les réseaux Foccart. L’homme des affaires secrètes — Сети Фоккара. Человек тайных дел.

## В кино
Прозрачный намёк на деятельность Жака Фоккара содержится в фильме Жоржа Лотнера Профессионал. Хотя Фоккар прямо не упоминается в картине и не является однозначным прообразом какого-либо персонажа, сюжет построен на схемах французских операций в Африке, связанных с его политикой.
Жак Фоккар фигурирует как персонаж в телефильме Лорана Эрбе Прощайте, де Голль, прощайте. Роль Фоккара исполняет Жан-Мари Винлин.